# U-774
Unterseeboot 774 foi um submarino alemão do Tipo VIIC, pertencente a Kriegsmarine que atuou durante a Segunda Guerra Mundial.

## Comandantes
| Comandante              | Data                                           |
| ----------------------- | ---------------------------------------------- |
| Johann Buttjer          | 17 de fevereiro de 1944 - 8 de outubro de 1944 |
| Kptlt. Werner Sausmikat | 9 de outubro de 1944 - 8 de abril de 1945      |

## Subordinação
Durante o seu tempo de serviço, esteve subordinado às seguintes flotilhas:
| Período                                         | Flotilha                                   |
| ----------------------------------------------- | ------------------------------------------ |
| 17 de fevereiro de 1944 - 31 de janeiro de 1945 | 31. Unterseebootsflottille (treinamento)   |
| 1 de fevereiro de 1945 - 8 de abril de 1945     | 11. Unterseebootsflottille (serviço ativo) |